# Alexander Stuart (scientifique)
Alexander Stuart (1673–1742) est un philosophe naturel et médecin britannique.

## Biographie
Il est né à Aberdeen, en Écosse. Il est diplômé du Marischal College, Université d'Aberdeen, en 1691 avec une maîtrise et devient chirurgien de navire, servant sur le London de 1701 à 1704 et sur l'Europe de 1704 à 1707. Pendant qu'il est en mer, il tient des registres de ses opérations et envoie des spécimens de nouvelles créatures à Hans Sloane, plusieurs rapports sur ces animaux étant publiés dans les Philosophical Transactions de la Royal Society.
Après son retour sur terre en 1708, il commence un diplôme de médecine à l'Université de Leyde, et il obtient son diplôme le 22 juin 1711. Il sert un peu comme médecin pour l'armée britannique mais retourne en Angleterre. Il est élu membre de la Royal Society en 1714, et en 1719, il devient le premier médecin à pratiquer à l'hôpital de Westminster, transféré à l'hôpital St George en 1733. En 1728, il devient médecin ordinaire de Caroline d'Ansbach et est élu membre du Collège royal des médecins la même année. Il prend sa retraite en 1736.
En 1738, il donne la première conférence croonienne de la Royal Society et, en 1740, il reçoit la médaille Copley de la même institution. Il prononce à nouveau la conférence croonienne en 1740. 
Malgré l'argent qu'il gagne en tant que médecin ordinaire, il est lourdement endetté lorsqu'il meurt le 15 septembre 1742.